# Gernot Alms
Gernot Alms (* 7. Oktober 1962 in Rostock) ist ein ehemaliger deutscher Fußballspieler. Für den F.C. Hansa Rostock spielte er in der DDR-Oberliga sowie in der Bundesliga. 1991 wurde er mit dem F.C. Hansa letzter DDR-Meister und Pokalsieger. Alms ist mehrfacher DDR-Junioren- und Nachwuchsnationalspieler. Sein acht Jahre älterer Bruder Eckardt Alms spielte ebenfalls für Hansa Rostock. Vater Rudi Alms war von 1975 bis 1977 Clubvorsitzender beim F.C. Hansa.

## Sportliche Laufbahn

### Gemeinschafts-, Club- und Vereinsstationen
Gernot Alms wurde 1973 von der BSG Schiffahrt/Hafen Rostock zum F.C. Hansa Rostock delegiert. Mit der U-18 der Hanseaten holte er sich 1980 den DDR-Juniorenmeistertitel, wozu Alms mit 19 Einsätzen und drei Treffern in der Juniorenliga (AK 16/17) beitrug. Bereits 1978 war ihm mit dem Hansa-Nachwuchs der Gewinn der Jugendmeisterschaft gelungen.
Beim F.C. Hansa wurde er für die Saison 1980/81 für die Nachwuchsoberligaelf nominiert. Dort kam er in dieser Spielzeit jedoch nur dreimal zum Einsatz, stattdessen spielte er bereits am 15. November 1980 erstmals in der ersten Mannschaft. Im DDR-Oberligaspiel FC Carl Zeiss Jena  – F.C. Hansa (1:0) wurde er als linker Verteidiger eingesetzt. Bis zum Saisonende absolvierte der 1,88 Meter große Alms weitere zehn Erstligaspiele, in denen er auf unterschiedlichen Abwehrpositionen aufgeboten wurde. Für die Saison 1981/82 wurde er folgerichtig offiziell in die DDR-Oberliga-Mannschaft aufgenommen. Mit 25 Einsätzen sicherte er sich sofort einen Platz in der Stammelf und spielte hauptsächlich als Vorstopper. Bis 1984 fehlte er lediglich bei fünf Punktspielen, danach musste er in der Rückrunde der Saison 1984/85 wegen eines Bänderrisses pausieren.
1986/87 musste Alms in der zweitklassigen DDR-Liga spielen, nachdem der F.C. Hansa zuvor aus der Oberliga abgestiegen war. Mit 30 Einsätzen bei insgesamt 34 ausgetragenen Punktspielen und mit drei Toren war Alms maßgeblich an der sofortigen Rückkehr in die Oberliga beteiligt. 1987/88 war er erneut durch Verletzungen gehandicapt und bestritt nur acht Oberligaspiele. Danach war er bis 1991 wieder der standardmäßige Hansa-Vorstopper. In der Saison 1990/91 fehlte Alms lediglich in einem Punktspiel, und es wurde die erfolgreichste Spielzeit seiner Fußball-Laufbahn. Der F.C. Hansa wurde letzter DDR-Meister und gewann auch das letzte DDR-Pokal-Finale. Beim 1:0-Endspiel-Sieg um den FDGB-Pokal stand Alms als rechter Verteidiger auf dem Platz.
Nach der Wende räumte Alms ein, mit der Stasi zusammengearbeitet zu haben. In einer Aussprache kamen die Beteiligten zu dem Schluss, dass er hierdurch keine anderen Menschen geschädigt habe.
Mit dem Meistertitel hatte sich Rostock für die Bundesligasaison 1991/92 qualifiziert. Auch im Profifußball konnte sich Alms behaupten und bestritt 34 der 38 Bundesligaspiele. Trainer Uwe Reinders hatte ihn inzwischen zum Außenverteidiger umgestellt und setzte ihn sowohl rechts wie links ein. Auch in den beiden Erstrundenspielen um den Europapokal der Landesmeister 1991/92 gegen den FC Barcelona (0:3, 1:0) war Alms als rechter Verteidiger mit von der Partie. Hansa konnte sich nur eine Spielzeit lang in der 1. Bundesliga halten. In der 2. Bundesliga absolvierte Alms noch zwei Spielzeiten, in denen er 1992/93 27 von 46 und 1993/94 17 von 38 Punktspielen bestritt. Sein letztes Spiel als Profifußballer bestritt Alms am 6. März 1994 als linker Verteidiger für 45 Minuten in der Begegnung Wuppertaler SV – F.C. Hansa (4:1).
Im Sommer 1994 schloss sich Alms dem Mecklenburger Landesligisten Parchimer FC an. Zusammen mit seinem früheren Rostocker Mannschaftskameraden Juri Schlünz verhalf er den Parchimern binnen eines Jahres zum Aufstieg in die damals viertklassige Oberliga.

#### Einsatzstatistik für F.C. Hansa
- 298 Spiele/12 Tore in Punktspielen
  - 190/9 DDR-Oberliga
  - 30/3 DDR-Liga
  - 34/0 1. Bundesliga
  - 44/0 2. Bundesliga
- 35/1 Nationale Pokalspiele
  - 30/1 FDGB-Pokal
  - 5/0 DFB-Pokal
- 4/0 Europapokal

### Auswahleinsätze
1980 wurde er in den Kader der DDR-Juniorennationalelf aufgenommen und bestritt am 26. September dieses Jahres sein erstes U-18-Länderspiel. Beim 1:0-Sieg in Bulgarien wurde er als Vorstopper eingesetzt, die Position, die auch für seine weitere Karriere bestimmend sein sollte. Bis 1981 absolvierte Alms insgesamt 13 Länderspiele mit der Juniorenauswahl, in denen ihm ein Treffer gelang. Für die Endrunde der U-18-EM 1981 erkämpfte sich die DDR-Auswahl um Carsten Sänger, Jens Pahlke, Damian Halata und Alms keinen Startplatz.
Zwischen 1981 und 1984 absolvierte der Hansa-Verteidiger mit der Nachwuchsauswahl des DFV 22 Länderspiele. Für die Endrunde der U-21-Europameisterschaft konnte er sich mit der DDR nicht qualifizieren. Beim renommierten Turnier von Toulon im Frühjahr 1982 belegte der ostdeutsche Nachwuchs mit Gernot Alms einen respektablen 4. Platz.

## Trainerlaufbahn
Nach seiner Karriere als Spieler wurde Alms Trainer bei den unterklassigen Vereinen FSV Bentwisch (bis 2000), TSG Neustrelitz (bis 2003), SG Warnow Papendorf (2004/05) und anschließend beim SV Waren 09.